# 大眼鼠尾鱈
大眼鼠尾鱈，為輻鰭魚綱鱈形目鼠尾鱈科的其中一種，分布於西南大西洋福克蘭群島海域，屬深海底棲性魚類，深度300-1400公尺，本魚吻短而尖，體灰色，體長可達80公分，棲息在底層水域，生活習性不明，可做為食用魚。

## 扩展阅读
維基物種上的相關：大眼鼠尾鱈